# Kušnycja
Kušnycja, česky také Kušnice (ukrajinsky Kušnycja, maďarsky Kovácsrét), je obec v Kereckém územním společenství (hromadě) v okrese Chust v Zakarpatské oblasti na Ukrajině. V roce 2001 zde žilo 4 682 obyvatel.
Obcí prochází úzkokolejná Boržavská hospodářská dráha. Je zde ženský monastýr Vstupu Matky Boží do chrámu.

## Historie
Do uzavření Trianonské smlouvy byla obec součástí Uherska, poté byla pod názvem Kušnice součástí první československé republiky; byl zde obecní notariát. V letech 1933 až 1936 zde učili: český spisovatel a literární historik Jan Drozd a jeho první manželka Marie Stiksová.
Od roku 1945 byla obec součástí Ukrajinské sovětské socialistické republiky, která byla součástí SSSR. Od roku 1991 je obec součástí nezávislé Ukrajiny.

## Externí odkazy

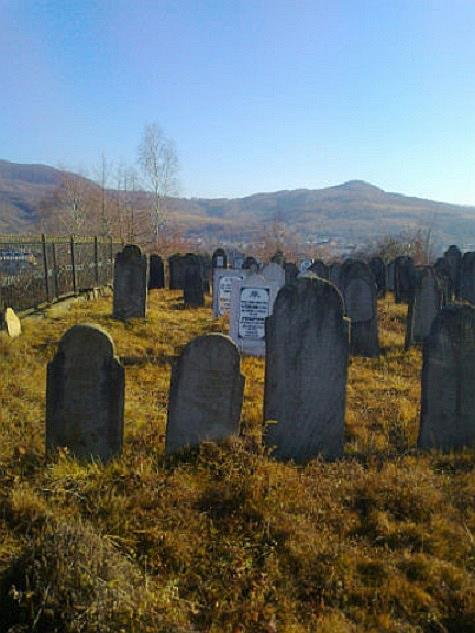
Kuzšnycja: židovský hřbitov